# Tomopteris aloysii
Tomopteris aloysii är en ringmaskart. Tomopteris aloysii ingår i släktet Tomopteris och familjen Tomopteridae. Utöver nominatformen finns också underarten T. a. sabaudiae.